# Meretrix
Meretrix è un genere di bivalvi della famiglia Veneridae.

## Specie
- Meretrix lamarckii
- Meretrix lusoria
- Meretrix lyrata (Sowerby, 1851)
- Meretrix meretrix (Linnaeus, 1758)
- Meretrix petechialis